# Parafia św. Mateusza w Leuven
Parafia św. Mateusza – parafia prawosławna w Leuven, jedna z 13 placówek duszpasterskich eparchii brukselsko-belgijskiej. Grupuje prawosławnych wielu narodowości. Jej językami liturgicznymi są cerkiewnosłowiański, niderlandzki oraz angielski. 
W Leuven w latach 1923–1975 istniała parafia prawosławna. Została ona reaktywowana w 2004 przez arcybiskupa Brukseli i całej Belgii Szymona. Pierwsze nabożeństwa odbywały się w kaplicy pofranciszkańskiej. Obecnie siedzibą parafii jest kaplica w Centrum Latynoamerykańskim.